# Ljiljana Nikolovska
Ljiljana Nikolovska (Split, 24. kolovoza 1964.) hrvatska je pjevačica. Najpoznatija je kao pjevačica splitske grupe Magazin. S istoimenim sastavom snimila je sedam albuma i pojavila se na mnogim kompilacijama od 1982. do sredine 1990. godine. Porijeklom je iz Makedonije. 
Od 1995. godine Ljiljana je u braku s glazbenikom Peteom Mazichom, s kojim ima sina Tonija. Žive i rade u San Pedru, u Kaliforniji, SAD.

## Diskografija

### Studijski albumi s Magazinom
- 1983. – Kokolo 270.000
- 1984. – O, la, la 12.000
- 1985. – Piši mi platinasta 380.000
- 1986. – Put putujem dijamantna 670.000
- 1987. – Magazin dijamantna 630.000
- 1988. – Besane noći dijamantna 460.000
- 1989. – Dobro jutro dijamantna 380.000

### Studijski albumi
- 1996. – Let

### Kompilacijski albumi s Magazinom
- 1990. – Svi najveći hitovi 1983-1990 platinasta
- 1993. – Najbolje godine 400.000
- 2005. – Dueti
- 2006. – The platinium collection
- 2010. – Najljepše ljubavne pjesme (1983-1990)
- 2013. – 100 originalnih pjesama
- 2018. – Best of Collection (1983-1990)

## Vanjske poveznice
- Ljiljana Nikolovska na discogs.com